# Iwan Lawrentjewitsch Kondakow
Iwan Lawrentjewitsch Kondakow, russisch Ива́н Лавре́нтьевич Кондако́в, (* 8. Oktober 1857 in Wiljuisk, Jakutien; † 14. Oktober 1931 in Elva bei Tartu) war ein russischer Chemiker, der ein Pionier bei Synthesekautschuk war.

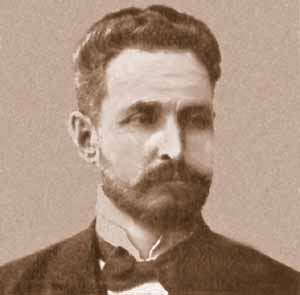
Iwan Kondakow

## Leben
Kondakow studierte 1880 bis 1884 Chemie an der Universität Sankt Petersburg. 1886 wechselte er an die Universität Warschau als Dozent für physiologische Chemie. Er erwarb als Externer 1894 den Magister in Chemie in Sankt Petersburg und wurde 1895 außerordentlicher und 1889 ordentlicher Professor für Pharmazie an der Kaiserlichen Universität Dorpat. 1917 wurde er ordentlicher Professor für Pharmazie an der Universität Woronesch und 1918 ging er an die Universität Prag, ging aber später wieder nach Tartu (Dorpat).
1901 stellte er den ersten vollsynthetischen Kautschuk aus 2,3-Dimethylbutadien her mit Lichteinwirkung und Katalysatoren wie Natrium (Dimethylbutadien hatte er schon 1899 synthetisiert). Die Arbeiten dazu hatte er schon in Sankt Petersburg begonnen. Er veröffentlichte darüber auch in deutschen wissenschaftlichen Zeitschriften. Seine Arbeiten hatten auch Einfluss auf die Entwicklung von Methylkautschuk in Deutschland durch Fritz Hofmann bei Bayer.
Er synthetisierte auch Alkohole, Ether und Säurechloride aus Olefinen mit Zinkchlorid als Katalysator. Nach ihm ist die Kondakov-Acylierung benannt.

## Schriften
- Der synthetische Kautschuk, seine Homologen und Analogen, Dorpat 1912